# Dorpel

Kozijn met:
1=zijstijl, 2=tussenstijl, 3=bovendorpel, 4=kalf of tussendorpel, 5=onderdorpel, A=bovenlicht met uitzetraam, B=deur, C=bovenlicht met vast glas, D=vast glas, E=paneel

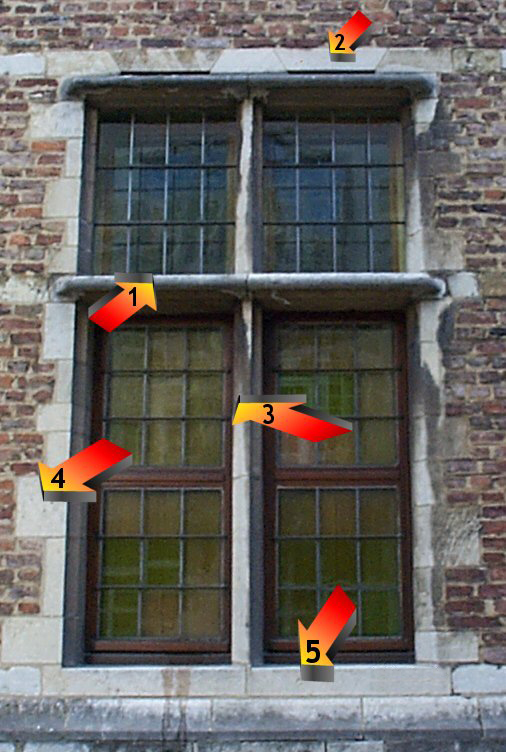
Kruiskozijn met:
1) kalf 2)
latei 3) penant 4) neggenblok 5) dorpel

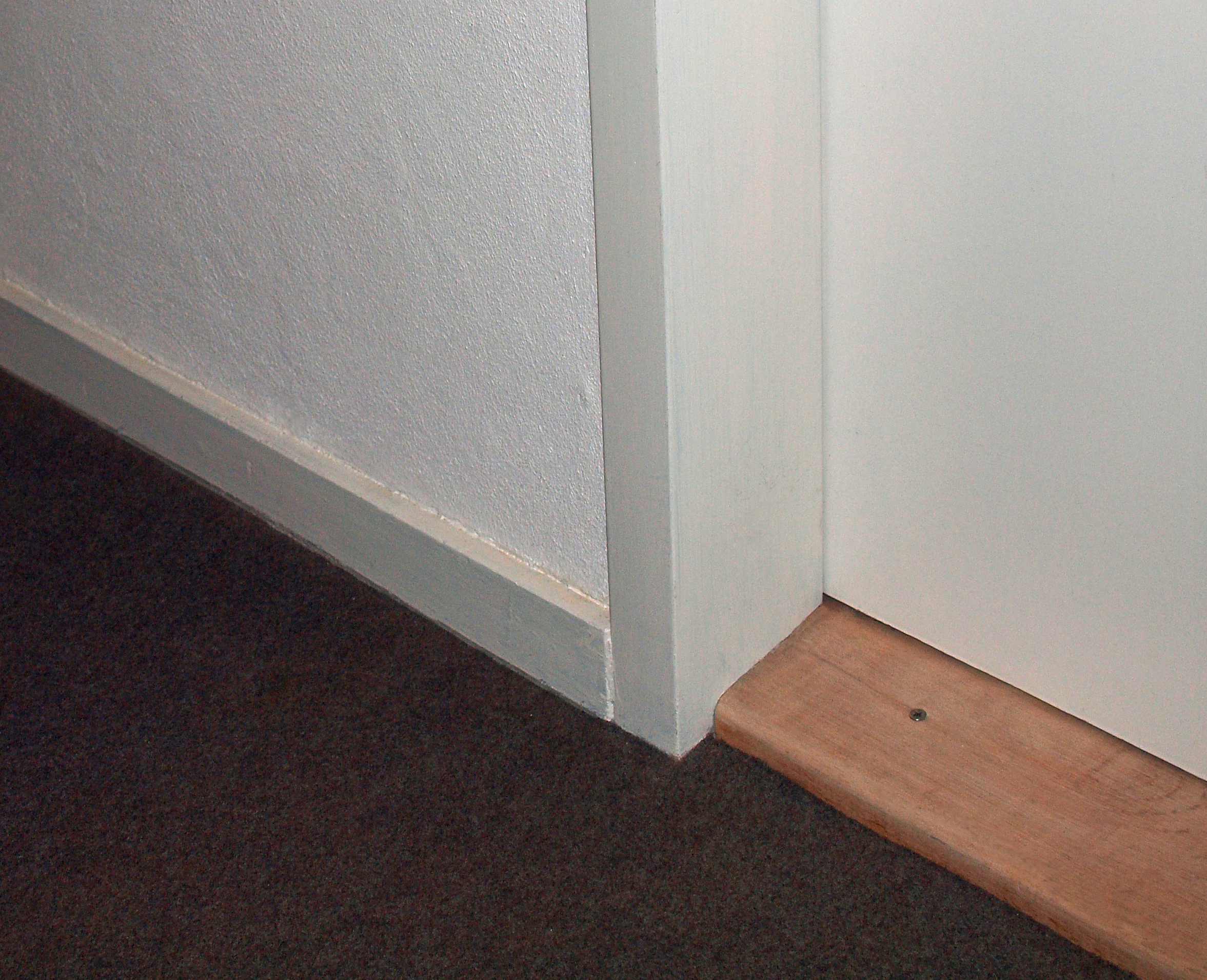
Stofdorpel tpv deur

Bij kozijnen en raamwerken wordt de bovenkant en de onderkant van de omranding dorpel genoemd. De bovenste heet bovendorpel en de onderste de onderdorpel of gewoon dorpel.
 Een tussendorpel wordt ook wel een kalf genoemd.

## Onderdorpel
De onder- en bovendorpel van een raamkozijn worden meestal uitgevoerd in het materiaal waarvan het kozijn is gemaakt, bijvoorbeeld hout, natuursteen, kunststof of aluminium.

Als een kozijn vlak in de muur wordt geplaatst, is een lekdorpel niet nodig, verbreding van de onderdorpel volstaat in dit geval. Een waterhol in de verbrede onderdorpel voorkomt dat er water op de onderliggende muur drupt. Plaatst men het kozijn meer naar achteren, dan wordt er onder de onderdorpel een lekdorpel aangebracht ter bescherming van het metselwerk tegen indringend vocht.

Een lekdorpel kan van verschillende materialen worden gemaakt: bijvoorbeeld natuursteen, hout, aluminium, staal, prefab beton, gemetselde rollaag of bijvoorbeeld van raamdorpelstenen. De maat tussen voorkant kozijn en metselwerk noemt men de negge.
De onderdorpel van een deurkozijn wordt daarentegen vaak in natuur- of baksteen of in kunststof uitgevoerd, dit vanwege de slijtvastheid en weerbestendigheid van de genoemde materialen. Soms eindigen de stijlen van een deurkozijn niet op de onderdorpel, maar op een neut. Een neut is een stukje kozijnstijl in een weerbestendig materiaal, dat naast de dorpel is aangebracht. De neut kan ook worden uitgevoerd in kunststof, baksteen of natuursteen en wordt dan op de desbetreffende onderdorpel geplaatst. De neut wordt met doken aan de kozijnstijl bevestigd. Een goedkopere methode is de stijlen op de dorpel te plaatsen en de dorpel links en rechts van een kussen te voorzien waarop de kozijnstijlen aansluiten. Dit kan alleen wanneer het kozijn niet wordt belast door het bovenliggende metselwerk.

## Stofdorpel
Een stofdorpel of drempel is een dorpel om de ruimte (kier) tussen de deur en de vloer te dichten. Zie verder stofdorpel.

## Weldorpel
Een weldorpel is een dorpel met ingeschaafd waterhol, om afdruipend regenwater te keren. Deze wordt aangebracht op een naar binnen draaiende buitendeur of raam. Een naar buiten draaiende deur of raam bevindt zich vóór de onderdorpel en behoeft daarom geen weldorpel. Dit in tegenstelling tot een naar binnen draaiend raam of deur.

## Valdorpel
Een valdorpel is een deurafsluiter die onzichtbaar in de onderzijde van een deur is aangebracht. Door een mechanisme komt de valdorpel automatisch naar beneden als de deur wordt gesloten en gaat omhoog als de deur wordt geopend.

De functie van een valdorpel kan tocht-, geluid- of rookwering zijn. Valdorpels kunnen zowel bij buiten- als binnendeuren worden aangebracht.